# BS Zelda no Densetsu Kodai no Sekiban
BS Zelda no Densetsu Kodai no Sekiban (también conocido más sencillamente como Zelda Kodai o Zelda Kodai no Sekiban, y en inglés como Stone Tablets of Antiquity) es un juego creado para el sistema BS-X y que, al igual que dicho sistema, nunca ha sido exportado fuera de Japón.

## Argumento
Zelda Kodai no sekiban nos sitúa después de A link to the past. Mientras Link estaba en los sueños del Pez del Viento, Zelda tiene un extraño y oscuro sueño sobre el retorno de Ganon, así que, junto a un sabio, sale a buscar a un nuevo héroe. Un día encuentran a un joven tendido en la hierba. Convencidos de que él es el héroe de la luz, le encomiendan la tarea de recuperar las antiguas tablas de piedra para derrotar a Ganon.

## Problemas
El sistema Satellaview tenía serios problemas, que fueron la causa de que dicho sistema no saliera de Japón; aunque existen roms del juego parcheadas que permiten jugarlo de principio a fin, éstas no pueden ser emuladas por casi ningún emulador. De ahí que el juego Zelda Kodai nunca fuera exportado.